# Józef Krasinkiewicz

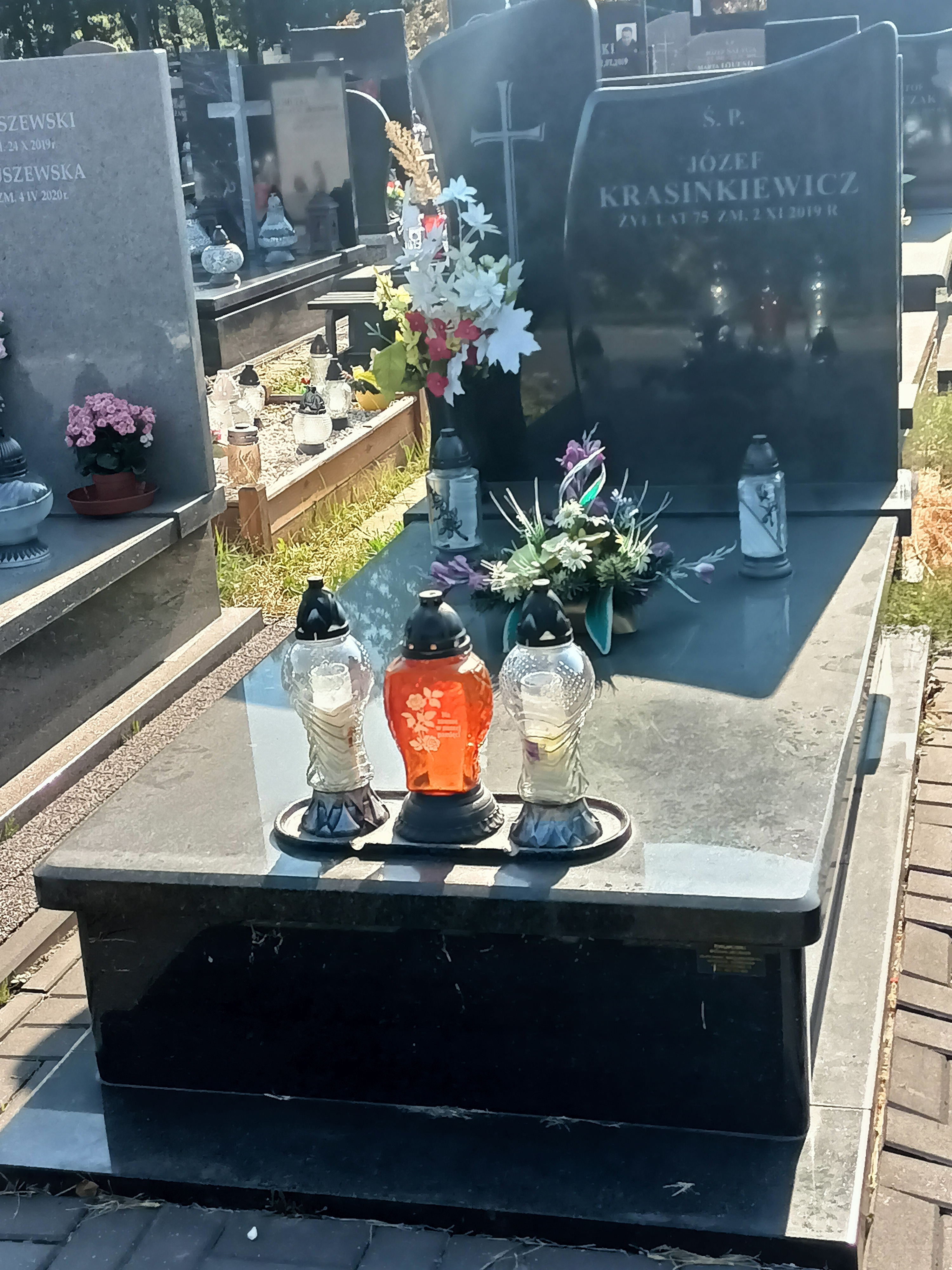
Grób Józefa Krasinkiewicza na Cmentarzu Komunalnym Północnym w Warszawie

Józef Krasinkiewicz (ur. 1944 - zm. 2 listopada 2019 w Warszawie) – polski matematyk, profesor.

## Życiorys
22 października 1971 uzyskał w Instytucie Matematycznym Polskiej Akademii Nauk stopień naukowy doktora nauk matematycznych. W 1974 został laureatem Nagrody Głównej Polskiego Instytutu Matematycznego imienia Stefana Mazurkiewicza. 20 listopada 1989 roku nadano mu tytuł profesora nauk matematycznych. W latach 1971–2013 pracował w Zakładzie Topologii Instytutu Matematycznego PAN w Warszawie. Został pochowany na cmentarzu komunalnym Północnym w Warszawie.